# Bathythrix ithacae
Bathythrix ithacae är en stekelart som beskrevs av Henry Keith Townes, Jr. 1983. Bathythrix ithacae ingår i släktet Bathythrix och familjen brokparasitsteklar. Inga underarter finns listade.